# Gioacchino Meneghetti
Gioacchino Gianni Meneghetti (San Pietro in Gu, 8 ottobre 1934) è un politico e sindacalista italiano.

## Biografia
Esponente della Democrazia Cristiana, ricoprì la carica di deputato per tre legislature, venendo eletto alle politiche del 1976 (46.962 preferenze), alle politiche del 1979 (39.297 preferenze) e alle politiche del 1983 (34.214 preferenze).
Terminò il mandato parlamentare nel 1983.